# Teragra guttifera
Teragra guttifera is een vlinder uit de familie van de Metarbelidae. De wetenschappelijke naam van de soort is voor het eerst  gepubliceerd in 1910 door George Francis Hampson.

## Verspreiding
De soort komt voor in Zuid-Afrika.

## Waardplanten
De rups leeft op Trimeria grandifolia (Salicaceae).